# Городское поселение Высоковск
Городское поселение Высоковск — упразднённое муниципальное образование в Клинском районе Московской области. Образовано 28 февраля 2005 года. Административный центр — город Высоковск.
Глава городского поселения — Хрусталёва Елена Викторовна.
Площадь территории городского поселения — 7396 га.

## Население
| 2006    | 2007    | 2008    | 2009    | 2010    | 2011    |
| ------- | ------- | ------- | ------- | ------- | ------- |
| 11 678  | ↘11 562 | ↘10 673 | ↗11 545 | ↗11 578 | ↘11 515 |
| 2012    | 2013    | 2014    | 2015    | 2016    | 2017    |
| →11 515 | ↗11 554 | ↗11 732 | ↗11 787 | ↗11 846 | ↘11 814 |
| 2018    |         |         |         |         |         |
| ↘11 695 |         |         |         |         |         |

## Состав городского поселения
Список населённых пунктов городского поселения Высоковск:
| Вид     | Наименование | Население, |
| ------- | ------------ | ---------- |
| деревня | Бекетово     | ↗45        |
| город   | Высоковск    | ↘12 971    |
| деревня | Голышкино    | ↘21        |
| деревня | Горки        | ↗62        |
| деревня | Дмитриева    | ↗25        |
| деревня | Дмитроково   | ↗89        |
| деревня | Колосово     | ↘70        |
| деревня | Косово       | ↗11        |
| деревня | Ловцово      | ↗10        |
| деревня | Макшеево     | ↗40        |
| деревня | Масюгино     | ↗174       |
| деревня | Назарьево    | →2         |
| деревня | Полушкино    | ↗16        |
| деревня | Румяново     | ↘11        |
| деревня | Тимонино     | ↗36        |
| деревня | Третьяково   | ↗65        |
| деревня | Троицкое     | ↗132       |
| деревня | Шипулино     | ↗134       |